# ラ・ジュメリエール
ラ・ジュメリエール （La Jumellière）は、フランス、ペイ・ド・ラ・ロワール地域圏、メーヌ＝エ＝ロワール県のかつて存在したコミューン。

## 地理
フランス西部にある農村型コミューンで、モージュ地方に位置する。シャロンヌ＝シュル＝ロワールとシュミエをつなぐ県道961号線が通っている。ル・ジュー川とオワイヨン川がコミューン内を流れる。

## 歴史
村の名前は、周囲を取り巻く2つの小さな谷の名前からきている。丘陵のあるオワイヨン川谷とル・ジュー川谷である。
中世には、ラ・ジュメリエール家が所有した封建時代の城があった。末裔が1330年頃にルイ・ド・ボープレオと結婚し、所領はボープレオ家のものとなった。
村はフランス革命中にほぼ全体が焼かれた。ヴァンデ戦争もこの地方を襲った。地獄部隊は教会を燃やし、住民たちを虐待して大勢を処刑した。村はその後再建された。
2014年、自治体間連合レジオン・ド・シュミエに加盟するコミューン全てが合併する案が浮上した。2015年7月2日、自治体間連合に加盟する全てのコミューン議会でコミューン・ヌーヴェル（fr、サルコジ政権時代に成立したフランス国家領土改革法によって、合併して誕生したコミューンの名称）創設の合否を採決、2015年12月15日に新たにシュミエ＝アン＝アンジューが誕生することになった。

## 経済
コミューンはAOC登録されている白ワイン、コトー・デュ・レイヨン（fr）の産地である。レイヨン川の流れる県内27のコミューンは、コトー・デュ・レイヨンの地理的地域である。

## 人口統計
| 1962年 | 1968年 | 1975年 | 1982年 | 1990年 | 1999年 | 2006年 | 2012年 |
| ------ | ------ | ------ | ------ | ------ | ------ | ------ | ------ |
| 1126   | 1110   | 987    | 967    | 1014   | 1063   | 1257   | 1386   |

source=1999年までLdh/EHESS/Cassini、2004年以降INSEE